# Brand Indicators for Message Identification
Brand Indicators for Message Identification (BIMI) è un protocollo di autenticazione delle email che consente ai proprietari di un marchio di associare un'immagine del marchio stesso alle email inviate da loro. BIMI si basa su due tecnologie principali: il protocollo di autenticazione SPF (Sender Policy Framework) e il protocollo di autenticazione DKIM (DomainKeys Identified Mail).

## Funzionamento
Per utilizzare BIMI, l'organizzazione che invia l'email deve aver implementato correttamente sia SPF che DKIM e deve avere una politica DMARC restrittiva (p=reject). DMARC è un protocollo di autenticazione delle email che fornisce una politica di gestione dei messaggi di posta elettronica non autenticati o sospetti.
Inoltre, per poter utilizzare BIMI, il proprietario del marchio deve aggiungere un apposito "BIMI Assertion Record" nel Domain Name System (DNS) del proprio dominio; un record DNS che contiene una firma digitale che certifica la proprietà del marchio e il diritto di utilizzarlo nell'invio di email. In pratica, il proprietario del marchio deve creare un record DNS di tipo TXT che contenga la firma digitale e altri metadati relativi all'immagine del marchio da utilizzare per l'autenticazione delle email che certifichi la proprietà del marchio e il diritto di utilizzarlo nell'invio di email.
```
default._bimi TXT "v=BIMI1; l=
https://example.com/image.svg
; a=
https://example.com/image/certificate.pem
"
```

Per poter utilizzare BIMI, il logo del mittente deve essere esattamente quadrato e rispettare le specifiche SVG Tiny P/S.
Allo stato attuale, secondo lo standard BIMI, è necessario che il logo sia un marchio registrato per poter ricevere un VMC (certificato di marchio verificato). Tuttavia, lo standard è in fase di espansione per includere i loghi che non sono marchi registrati.

## Stadio di sviluppo e adozione
BIMI è ancora in fase di sviluppo e non è stato ancora adottato come standard dallo IETF (Internet Engineering Task Force). Tuttavia, molte organizzazioni hanno già iniziato ad adottare BIMI come una tecnologia promettente per migliorare la reputazione del loro marchio e aumentare la sicurezza delle loro email.
Un gruppo di lavoro composto da diverse aziende chiamato "BIMI Group" si è formato per sviluppare e supportare la standardizzazione di BIMI nell'IETF. Tale gruppo di lavoro realizza e pubblica, fra l'altro, strumenti e documentazione utili per l'adozione del protocollo da parte dei proprietari di un marchio e di domini di posta elettronica, come il "BIMI Inspector/Generaror" ed il "SVG Conversion Tools".
BIMI è stato già implementato da alcune importanti aziende come Google, Yahoo! Mail, Verizon Media (inclusi AOL e i servizi email di Netscape) e Fastmail.
È importante sottolineare che, al momento, l'implementazione di BIMI può essere onerosa per i privati e le piccole aziende. Infatti, ottenere un certificato di marchio verificato (VMC) da aziende di certificazione che fungono da autorità di certificazione terze può avere costi anche elevati, fino a 2000 euro/anno. Questi costi potrebbero rappresentare una barriera all'adozione di BIMI per alcune organizzazioni, in particolare per quelle di dimensioni più ridotte.